# Federal-Express-Flug 14
Federal-Express-Flug 14 war ein internationaler Frachtflug der amerikanischen Frachtfluggesellschaft FedEx, auf dem am 31. Juli 1997 eine McDonnell Douglas MD-11F am Newark Liberty International Airport verunglückte.

## Flugzeug
Das Flugzeug war eine McDonnell Douglas MD-11F mit dem Luftfahrzeugkennzeichen N611FE der amerikanischen Frachtfluggesellschaft FedEx. Es wurde vier Jahre vor dem Unfall ausgeliefert und flog seitdem ausschließlich für FedEx. Bis zum Unfall erfolgten 2.950 Starts und rund 13.034 Flugstunden.
Das Flugzeug war am Unfalltag mit einer ausgefallenen Schubumkehr gestartet.

## Crew
Der Kapitän Robert M. Freeman war 46 Jahre alt und konnte 11.000 Flugstunden aufweisen, 1.253 Stunden auf der McDonnell Douglas MD-11F, der Erste Offizier Donald E. Goodin konnte 3.703 Flugstunden aufweisen, aber nur 92 auf der McDonnell Douglas MD-11F. Neben dem Kapitän und dem Ersten Offizier befanden sich drei Passagiere an Bord.

## Unfallhergang

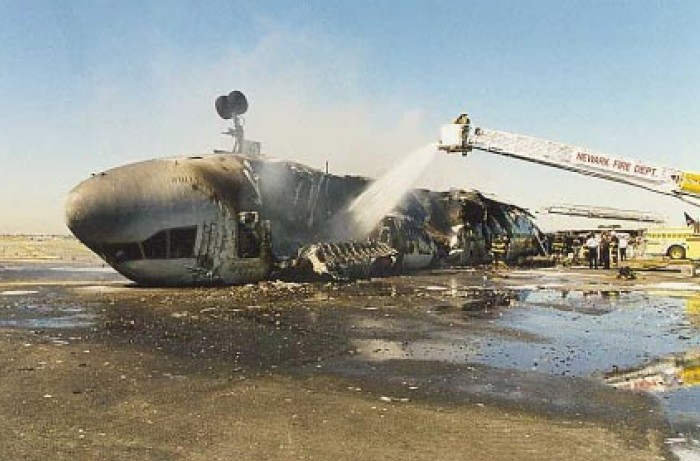
Die ausgebrannte MD-11F nach dem Unfall

Das Flugzeug war auf dem Weg von Singapur nach Newark, mit geplanten Zwischenladungen in Penang (Malaysia), Taipeh (Taiwan) und Anchorage (Vereinigte Staaten).
Während des Fluges befürchteten die Piloten, dass sie nach der Landung zu wenig Bremsweg haben könnten, deshalb sagte der Kapitän, er wolle das Flugzeug frühzeitig auf der Piste aufsetzen. Dabei hatten die Piloten die Daten der Landebahn falsch interpretiert und glaubten daher, dass sie weniger Bremsweg hätten, als tatsächlich verfügbar war.
Die MD-11 landete, prallte ab und rollte nach rechts. Beim zweiten Aufsetzen, etwa 1.100 Fuß später, brach das rechte Hauptfahrwerk, dadurch berührte das rechte Triebwerk die Landebahn. Das Flugzeug kam auf der rechten Seite der Landebahn auf dem Rücken zum Liegen und begann zu brennen. Alle fünf Insassen konnten das Flugzeug durch ein Cockpitfenster verlassen. Das Flugzeug wurde durch den Brand fast komplett zerstört.

## Untersuchung
Das National Transportation Safety Board (NTSB) führte eine vollständige Untersuchung des Unfalls durch und kam zu dem Schluss, dass die wahrscheinliche Ursache des Absturzes die Übersteuerung des Flugzeugs während der Landung war.
Etwa 17 Fuß über der Landebahn hatte der Kapitän die Nase gesenkt, wahrscheinlich um eine frühere Landung zu erreichen, diese dann wieder angehoben und den Schub erhöht, um den Sinkflug des Flugzeugs zu verlangsamen und dann die Nase wieder nach unten gedrückt. Diese letzten Steuereingaben waren zu spät und zu groß, um die Landung zu stabilisieren, und die hohe Sinkrate des Flugzeugs und die Rollbewegung nach rechts ließ das rechte Fahrwerk abbrechen.

## Medien
Der Unfallhergang wurde in der Serie Mayday – Alarm im Cockpit in Staffel 14, Folge 5 gemeinsam mit dem Federal-Express-Flug 80 unter dem Titel The Final Push dargestellt.